# ژاکلین (نام کوچک)
ژاکلین (به فرانسوی: Jacqueline) یک نام زنانه فرانسوی می‌باشد. افراد سرشناس با این نام از این قرارند:
- ژاکلین
- ژاکلین بیسه
- ژاکلین کندی اوناسیس
- ژاکلین دوپره
- ژاکلین کاکرن